# Karl Theodor i Bayern (1839–1909)
Hertug Karl Theodor i Bayern (tysk: Herzog Karl Theodor in Bayern; 9. august 1839 på Possenhofen Slot i Pöcking i Landkreis Starnberg – 30. november 1909 i Kreuth i Landkreis Miesbach i Oberbayern i Tyskland) tilhørte slægten Wittelsbach, der var Bayerns kongehus indtil 1918.

## Biografi
Hertug Karl–Theodors mor var Ludovika Wilhelmine af Bayern (1808–1892). Hun var datter af af kong Maximilian 1. Joseph af Bayern (1756–1825).
Hertug Karl–Theodors far var Max Joseph, hertug i Bayern (1808–1888).
I 1875 blev hertug Karl Theodor æresmedlem af det bayerske videnskabsakademi.

## Øjenlæge
Karl–Theodor var en respekteret øjenlæge. I 1895 åbnede han Hertug Karl–Theodors Øjenklinik (Augenklinik Herzog Carl Theodor) i München. Han var klinikkens leder frem til sin død i 1909. Klinikken eksisterer stadigt.

## Familie

### Søskende
Hertug Karl Theodor havde ni søskende:
- Ludwig Wilhelm, hertug i Bayern, kaldt Louis (1831–1920). Gift morganatisk to gange, fik en datter med sin første hustru.
- Wilhelm Karl (december 1832–februar 1833).
- Helene Karoline Therese, kaldt Néné (1834–1890), gift med Maximilian Anton Lamoral, arveprins af Thurn og Taxis (1831–1867).
- kejserinde Elisabeth af Østrig-Ungarn, kaldt Sissi (1837–1898), gift med kejser Franz Joseph 1. af Østrig-Ungarn (1830–1916).
- dronning Marie Sophie Amalie (1841–1925), gift med kong Frans 2. af Begge Sicilier (1836–1894).
- Mathilde Ludovika, kaldt Spatz (1843–1925), gift med Ludwig, prins af Bourbon-Sicilien (1838–1886), en yngre søn af kong Ferdinand 2. af Begge Sicilier.
- Maximilian (født og død den 8. december 1845)
- Sophie Charlotte Auguste (1847–1897), gift med Ferdinand d’Orléans, hertug af Alençon-Orleans (1844–1910), en sønnesøn af kong Ludvig-Filip af Frankrig (1773–1850).
- Maximilian Emanuel, kaldt Mapperl (1849–1893), gift med prinsesse Amalie af Sachsen-Coburg og Gotha (1848–1894). De fik tre sønner, den yngste var Luitpold Emanuel, hertug i Bayern (1890–1973).

### Ægteskaber og børn
Hertug Karl–Theodors første ægtskab var med hans kusine Sophie af Sachsen (1845–1867). Hun var datter af kong Johan 1. af Sachsen (1801–1873) og datterdatter af kong Maximilian 1. Joseph af Bayern.
De fik en datter:
- hertuginde Amalie „Amélie“ Maria (1865–1912). Hun blev gift med hertug Wilhelm Karl von Urach (1864–1928), der i 1918 kortvarigt var Litauens konge under navnet Mindaugas 2. af Litauen.

Hertug Karl–Theodors andet ægtskab var med prinsesse Maria Josepha af Portugal (1857–1943). Hun var datter af Mikael 1. af Portugal (1802–1866).
De fik fem børn:
- hertuginde Sophie Adelheid (1875–1957), gift med greve Hans Veit zu Törring-Jettenbach; deres søn giftede sig med prinsesse Elisabeth af Grækenland og Danmark.
- hertuginde Elisabeth (1876–1965), gift med kong Albert 1. af Belgien.
- hertuginde Marie Gabrielle (1878–1912), gift med Rupprecht, kronprins af Bayern (1869–1955). Marie Gabrielle blev farmor til Max Emanuel, hertug i Bayern (født 1937).
- hertug Ludvig Vilhelm, gift med prinsesse Eleonore af Berleburg, ingen børn, adoptivfar til Max Emanuel, hertug i Bayern (født 1937).
- hertug Franz Joseph (1888–1912) havde polio og var ugift, men fik en søn. Franz Joseph er bl.a. farfar til juristen og politikeren Rupert von Plottnitz (født 1940).